# Котатсаарі
Котатса́рі (рос. Котатсари, фін. Kotatsaari) — невеликий острів у Ладозькому озері. Належать до групи Західних Ладозьких шхер. Територіально належить до Лахденпохського району Карелії, Росія.
Острів розташований на схід від півострова Калксало. Має видовжену форму із північного заходу на південний схід. Довжина 1,8 км, ширина 0,7 км. Найвища точка — 61 м на заході. Майже весь вкритий лісами.